# BellSouth Open 2004
BellSouth Open 2004 — тенісний турнір, що проходив на кортах з твердим покриттям у місті Вінья-дель-Мар, Чилі з 9 лютого . Належав до категорії International Series, був турніром серії Chile Open 2004 року.

## Фінальна частина

### Одиночний розряд
Фернандо Гонсалес —  Густаво Куертен 7–5, 6–4

### Парний розряд
Хуан Ігнасіо Чела /  Гастон Гаудіо —  Ніколас Лапентті /  Мартін Родрігес 7–6(7–2), 7–6(7–3)